# Irène Calmettes
Irène Calmettes, née le 22 juin 1895 à Marseille et décédée le  27 septembre 1967, est infirmière et surveillante générale du "Centre Anticancéreux (CAC) de Marseille" dirigé par le Professeur Jean Paoli de 1952 à 1970. Ledit etablissement a été rebaptisé en leur honneur en 1973, devenant l'Institut Paoli-Calmettes.

## Biographie
Irène Calmettes est élève-infirmière de l'École Frégier des Hôpitaux de Marseille. Elle épouse René Neyral, technicien au Gaz de France en 1924 et donne naissance à une fille en 1926.   
Dès 1927, elle est engagée dans le récent « Centre Anticancéreux (CAC) de Marseille », dirigé par le Professeur Reynès et devient une collaboratrice très appreciée.   
D'abord intégré au sein de l'Hôtel-Dieu et à l’hôpital de la Conception, le CAC vient d'être transféré à l'Hôpital de Sainte-Marguerite, dans un pavillon séparé appelé "Château Lafon" complété par le "Pavillon Pierre et Marie Curie". Irène Calmettes en devient la surveillante générale en 1950 aux côtés du professeur Jean Paoli, pionnier dans les traitements au radium, qui le dirige de 1952 à 1970.  
Irène Calmettes participe aux traitements préconisés par le professeur Paoli. Elle est notamment chargée de la gestion du stock de Radium. Pendant la Seconde Guerre mondiale, à partir de 1942, elle cache le radium dans la cave de son domicile, 43 rue Liandier, dans le 8e arrondissement de Marseille, pour les soustraire aux réquisitions de l'armée nazie. 
Les dangers de la radiothérapie sont encore mal connus à cette époque et elle sera exposée à la radioactivité,. 
Irène Calmettes décède en 1967.

## Distinctions honorifiques
- Médaille de bronze de l’Assistance publique, 1928
- Chevalier de la santé publique, 1949
- Croix de Chevalier dans l’Ordre national du Mérite, 1967

## Hommage
En 1974, le professeur Xavier Sérafino prend la direction du centre régional de lutte contre le cancer de Marseille. C'est en 1974 qu'il décide de lui donner le nom d'Institut Paoli-Calmettes en hommage au Professeur Jean Paoli, son prédécesseur et à Irène Calmettes, sa collaboratrice,.
Une rue Irène Calmettes porte son nom dans le 9e arrondissement de Marseille .